# Самусік Роман Васильович
Роман Васильович Самусік (1993—2024) — підполковник Національної гвардії України, учасник російсько-української війни. Герой України (2025, посмертно).

## Життєпис
Був командиром групи снайперів 4 окремого загону призначення «Омега». На військову службу пішов за контрактом.
Загинув 1 серпня 2024, рятуючи пораненого побратима, в селі Білогір'я Запорізької області у віці 31 рік
Похорон відбувся 4 серпня 2024 в Луцьку.

## Нагороди
- звання Герой України з удостоєнням ордена «Золота Зірка» (26 лютого 2025, посмертно) — за особисту мужність і героїзм, виявлені у захисті державного суверенітету та територіальної цілісності України, самовіддане служіння Українському народові [4]